# مانويل سواريز أفيلا
مانويل سواريز أفيلا (بالإسبانية: Manuel Suárez Ávila)‏ هو سياسي بوليفي، ولد في 12 فبراير 1968. حزبياً، نشط في الحركة القومية الثورية. وقد انتخب deputy of Bolivia ‏.